# تجارت املاک و مستغلات
تجارت املاک و مستغلات، شامل اشخاص، بنگاه‌ها و حرفه‌های فعال در بازار خرید،فروش یا اجاره املاک و مستغلات (زمین ،ملک تجاری، مسکن و غیره) است. به‌طور معمول یک واسطه به صاحبان املاک و مستغلات در فروش و بازاریابی در ازای دریافت کارمزد مشاوره و راهنمایی می‌دهد.
در آمریکای شمالی، به این واسطه عامل املاک، دلال املاک یا مشاور املاک گفته می‌شود، در بریتانیا، واسطه به عنوان عامل املاک شناخته می‌شود. در استرالیا، آنها به عنوان عامل املاک، نمایندگان املاک یا به سادگی عامل شناخته می‌شوند.
مطالعات مختلفی برای شناسایی عوامل تعیین‌کننده قیمت مسکن تا به امروز انجام شده است که بیشتر سعی در بررسی تأثیرات ویژگی‌های ساختاری، مکانی و محیطی خانه‌ها داشته است.

## مهارتهای لازم برای تجارت در عرصه املاک
- ملاقات با افراد جدید
- ایجاد ارتباطات شخصی
- پیگیری مشتریان
- تعیین انتظارات مناسب و بجا
- بررسی جزئیات
- توجه بیشتر به کسب درآمد

## معاملات
کسانی که مبادرت به خرید و فروش ملک می‌کنند باید با نکات اولیه و مهمی در خصوص قراردادهای راجع به املاک آشنا باشد.
قراردادهای راجع به املاک مانند؛ زمین (مسکونی، صنعتی، کشاورزی) املاک مسکونی (خانه، آپارتمان، ویلا) املاک تجاری (دفتر، مغازه، کارگاه) است. به‌طورکلی، املاک در دسته اموال غیرمنقول قرار می‌گیرند، به این معنا که اموالی هستند که قابل جابه‌جایی بدون آسیب زدن نمی‌باشند، به همین دلیل دارای قواعد حقوقی خاص خود هستند.

### مرحله نخست: توافق
در این مرحله خریدار و فروشنده با یکدیگر توافق می نمایند و آنرا بصورت مکتوب در می آورند.

### مرحله دوم: ثبت در سیستم
بعد از اینکه خریدار و فروشنده توافق نمودند و اقدام به تنظیم مبایعه‌نامه کردند، لازم است به بنگاه املاک و مستغلات که حتماً رسمی و معتبر باشد مراجعه کنند تا متعاقباً در سیستم نرم‌افزاری جامع ثبت نمایند. بعد از اینکه مشخصات طرفین و ملک در سیستم ثبت گردید کد رهگیری معاملات ملکی صادر می شود.

### مرحله سوم: سند زدن ملک
در این مرحله لازم است که فروشنده با مدارک شناسایی، به دفتر اسناد رسمی مراجعه نماید. دفتر اسناد متعاقباً لیست مدارکی که برای تشکیل پرونده لازم هستند، به فروشنده ارائه می دهد تا آنها را آماده نماید. .